# Color Magic
Il Color Magic è un traghetto appartenente alla compagnia di navigazione norvegese Color Line, il più grande del mondo per stazza.

## Servizio
Varato il 15 dicembre 2006 nel cantiere navale Aker Finnyards di Turku e consegnato il 6 settembre 2007 alla Color Line, prende servizio il 17 settembre nei collegamenti tra Oslo e Kiel, aggiungendosi al gemello Color Fantasy, già presente dal 2004 sulla rotta, al quale ha scalzato il titolo di traghetti più grande del mondo.

## Navi gemelle
- Color Fantasy